# Delphinium yulungshanicum
Delphinium yulungshanicum là một loài thực vật có hoa trong họ Mao lương. Loài này được W.T.Wang mô tả khoa học đầu tiên năm 1986.